# Giacomo Antonio Perti
Giacomo Antonio Perti   (Bolonya, 6 de juny de 1661 - Bolonya, 10 d'abril de 1756) fou un compositor i mestre de capella italià actiu principalment a la ciutat de Bolonya durant l'època barroca.

## Biografia
Va néixer a Bolonya, d'una família originària de Crevalcore, a Emília-Romanya, i fou fill de Vincenzo Perti i Angiola Beccantini. Estudià cant, clavecí, violí i contrapunt (composició), de primer amb el seu oncle Lorenzo Perti, mestre de capella des de 1655, i posteriorment amb Rocco Laurenti i Petronio Franceschini. Durant aquest període estudia igualment gramàtica als jesuïtes.
Als disset anys compongué les seves primeres obres, un motet, una missa, i un magníficat. Poc després, el 1679, escrigué el tercer acte de l'òpera Atide i l'oratori Santa Serafina e Santa Sabina. El maig del 1681 va ser admès a la prestigiosa Acadèmia Filharmònica de Bolonya (Accademia dei Filarmonici), i a l'octubre es traslladà a Parma per a continuar-hi l'estudi del contrapunt i de la música religiosa amb Giuseppe Corso Celano.
El 1682 marxa cap a Mòdena on compongué el drama L'Oreste, i després continuà cap a Venècia el 1683 on escrigué el seu Coriolano. El 1690, va ser elegit per unanimitat Mestre de capella de la catedral de San Pietro, el càrrec que també havia tingut el seu oncle. Hi romangué durant seixanta anys. El 1696 esdevingué mestre de capella d'una altra església bolonyesa, la Collegiata di San Petronio, vacant per la defunció de Giovanni Paolo Colonna l'any precedent i en la qual fou succeït per Angelo Caroli. Entre altres alumnes tingué als bolonyesos Luca Antonio Predieri, Giuseppe Maria Jacchini, Paolo Bedeschi (castrat), Giuseppe Aldovrandini.
Pèrti va ser escollit «Príncep de les Filharmòniques» (Principi de' Filarmonici, una funció honorífica anual) el 1687, 1693, 1697, 1705 i 1719.

## Obres
Giacomo Pèrti és reconegut principalment per la seva música sacra i les òperes; es dedicà gairebé exclusivament a la composició vocal, i deixà poques obres instrumentals. Va compondre una sèrie d'oratoris i cantates. La seva producció de música sagrada és considerable: més de 120 Salms, 54 motets, 28 misses, 83 versetti. Deixà prop de 150 cantates per a solista. Es considera que el seu estil musical fou influenciat per Giacomo Carissimi, Antonio Cesti i Luigi Rossi.

### Música per a l'escena
- Atide, acte III, 1679
- Marzio Coriolano, 1683
- Oreste in Argo, 1685
- L'incoronazione di Dario, 1686
- La Flavia, 1686
- La Rosaura, 1689 (ed. facsímil Nova York - Londres, Garland)
- Dionisio siracusano, 1689
- Brenno in Efeso, 1690
- L'inganno scoperto per vendetta, 1691
- Il Pompeo, 1691
- Furio Camillo, 1692
- Nerone fatto Cesare, 1693
- La forza della virtù, 1694
- Laodicea e Berenice, 1695
- Penelope la casta, 1696
- Fausta restituita all'Impero, 1697
- Perseo, amb diversos autors, 1697
- Apollo geloso, 1698
- Ariovisto (amb P. Magni i F. Ballarotti), 1699
- La prosperità di Elio Sejano (amb A. Vanelli i F. Martinengo), 1699
- Lucio Vero, actes II i III (acte I de M. Bitti), Villa de Pratolino, 1700
- Astianatte, Pratolino, 1701
- Dionisio, re di Portogallo, Pratolino 1707
- Venceslao, ossia Il fratricida innocente, 1708
- Ginevra, principessa di Scozia, Pratolino, 1708
- Berenice, regina d'Egitto, Pratolino, 1709
- Scipione nelle Spagne, acte II, Barcelona, 1709
- Rodelinda, regina de' Longobardi, Pratolino, 1710
- Il riso nato tra il pianto, amb diversos autors, 1710
- Il più fedele tra i vassalli, 1710
- Il Cortegiano, pròleg, 1739
- Foca superbo
- Rosinda ed Emireno

### Reelaboracions d'obres dramàtiques d'altres compositors
- L'eroe innocente, ovvero Gli equivoci nel sembiante (d'Alessandro Scarlatti), 1679
- Teodora Augusta (de Domenico Gabrielli), 1687
- Pompeo Magno (de Giovanni Domenico Freschi), 1687
- Il Re infante (de Carlo Pallavicino), 1694
- Faramondo (de Carlo Francesco Pollarolo), 1710

### Oratoris
- Due gigli porporati nel martirio di Santa Serafia e Santa Sabina, Bolonya, 1679
- Abramo vincitor de' proprii affetti, Bolonya 1683 (rev. Mòdena 1685; rev. Agar, Bolonya 1689; fou anomenada també Agar scacciata o Sara)
- Il Mosè conduttor del popolo ebreo, Mòdena, 1685
- Oratori della Passione, Bolonya 1685 (rev. Gesù al sepolcro, 1703; ed. facsímil Bologne, Forni)
- La beata Imelde Lambertini bolognese, Bolonya 1686
- Oratori a 6 veus, amb concertino, i gran concert (títol desconegut), Mòdena (?), 1687 (perdut)
- San Galgano Guidotti, Bolonya 1694
- La Passione di Cristo, Bolonya 1694 (= Oratori sopra la passione del Redentore = Affetti di compassione alla morte del Redentor della Vita; en col·laboració amb deixebles)
- Christo al Limbo, Bolonya 1698
- La morta del giusto, overo Il transito di San Giuseppe, Venècia, 1700 (perdut)
- La lingua profetica del Taumaturgo di Paola, Florència, 1700
- La Morte delusa, Milà, 1703 (contribució a un pastitx -composició col·lectiva-; perdut)
- I trionfi di Giosuè, Florència 1704 (contribució a un pastitx; perdut)
- La sepoltura di Cristo, Bolonya 1704
- San Petronio, Bolonya 1720 (pastitx)
- La Passione del Redentore, Bolonya 1721
- I conforti di Maria Vergine addolorata per la morte del suo divin Figliuolo, Bolonya 1723 (també amb el títol L'Amor Divino)
- Il figlio prodigo, no datat
- Oratori della nascita del Signore, no datat
- San Francesco, no datat
- La sepoltura di Cristo, no datat (no és l'obra del mateix títol de Bolonya 1704; atribuïda a Perti, probablement fos una revisió d'una obra de Giacomo Cesare Predieri; rebé igualment el títol San Giovanni)